# Braine-le-Château
Braine-le-Château (em valão: Brinne - Tchestea, em neerlandês: Kasteelbrakel) é um município da Bélgica localizado no distrito de Nivelles, província de Brabante Valão, região da Valônia.